# Gare de Deville
Gare de Deville vasútállomás Franciaországban, Deville településen.

## Vasútvonalak
Az állomást az alábbi vasútvonalak érintik:
- Soissons-Givet-vasútvonal

## Kapcsolódó állomások
A vasútállomáshoz az alábbi állomások vannak a legközelebb:
- Gare de Monthermé
- Gare de Laifour